# Nymåla

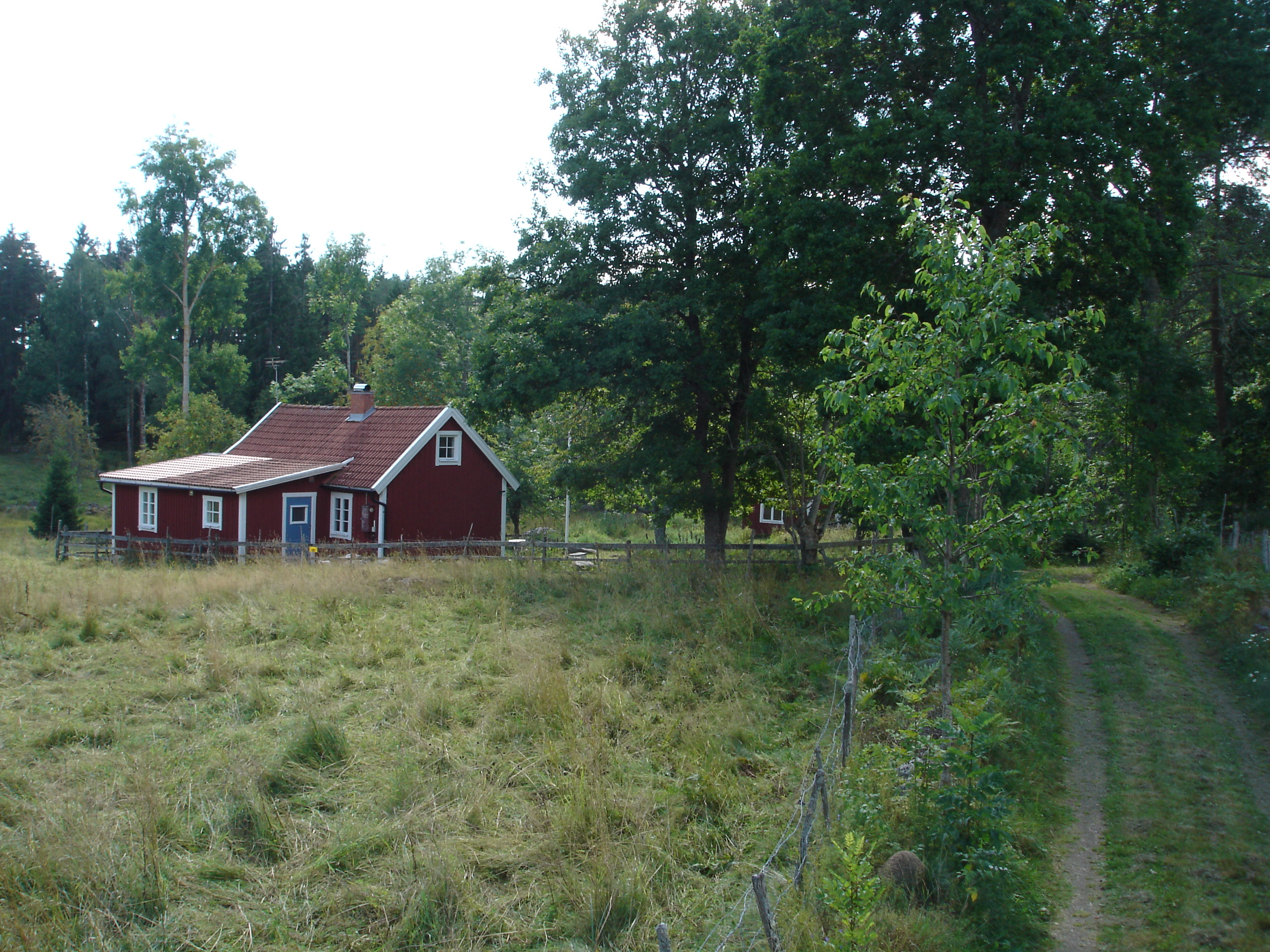
Süd-Ost-Ansicht des Hauses Nymåla in Fallhult.

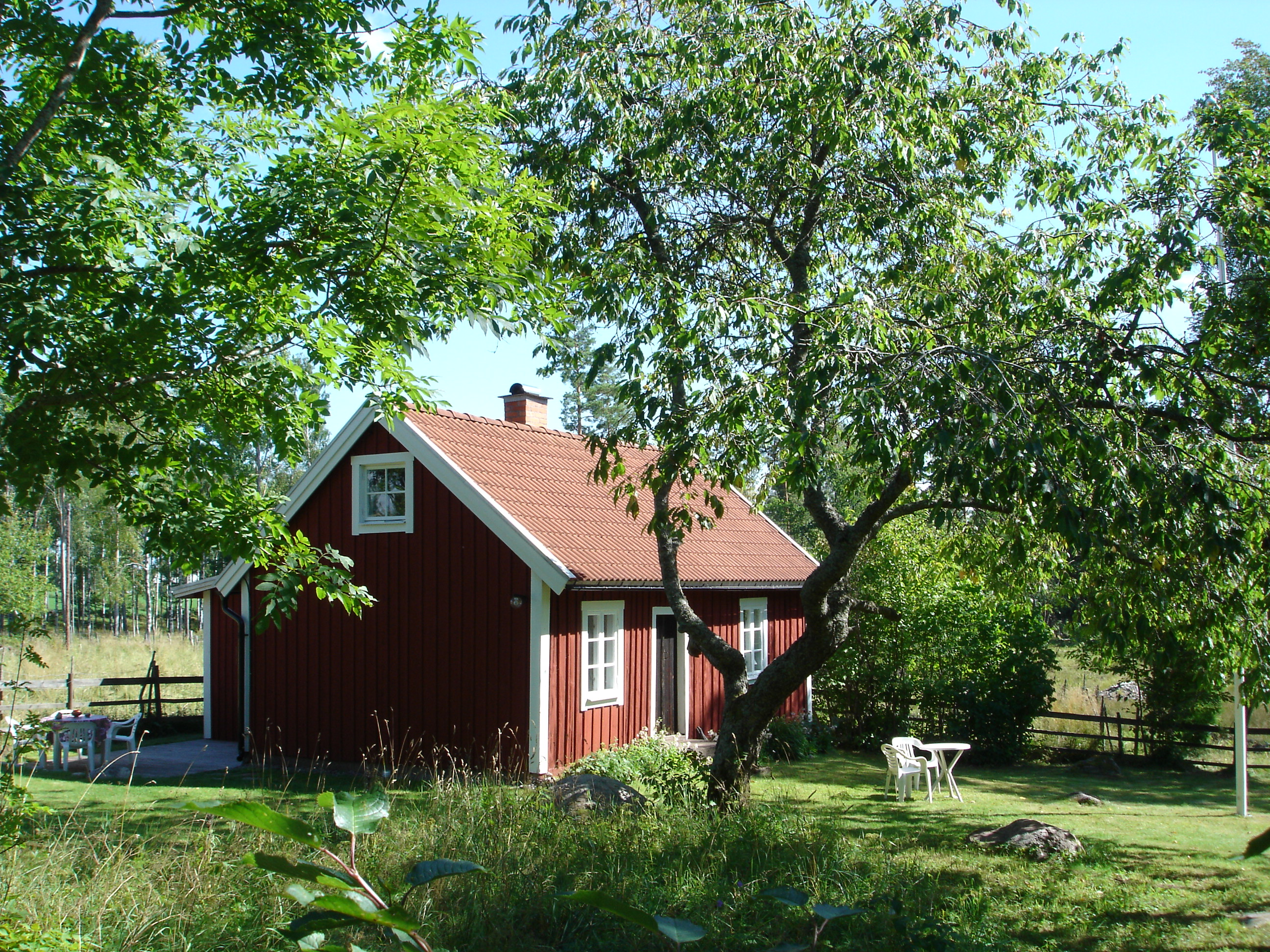
Nordwestansicht des Gebäudes.

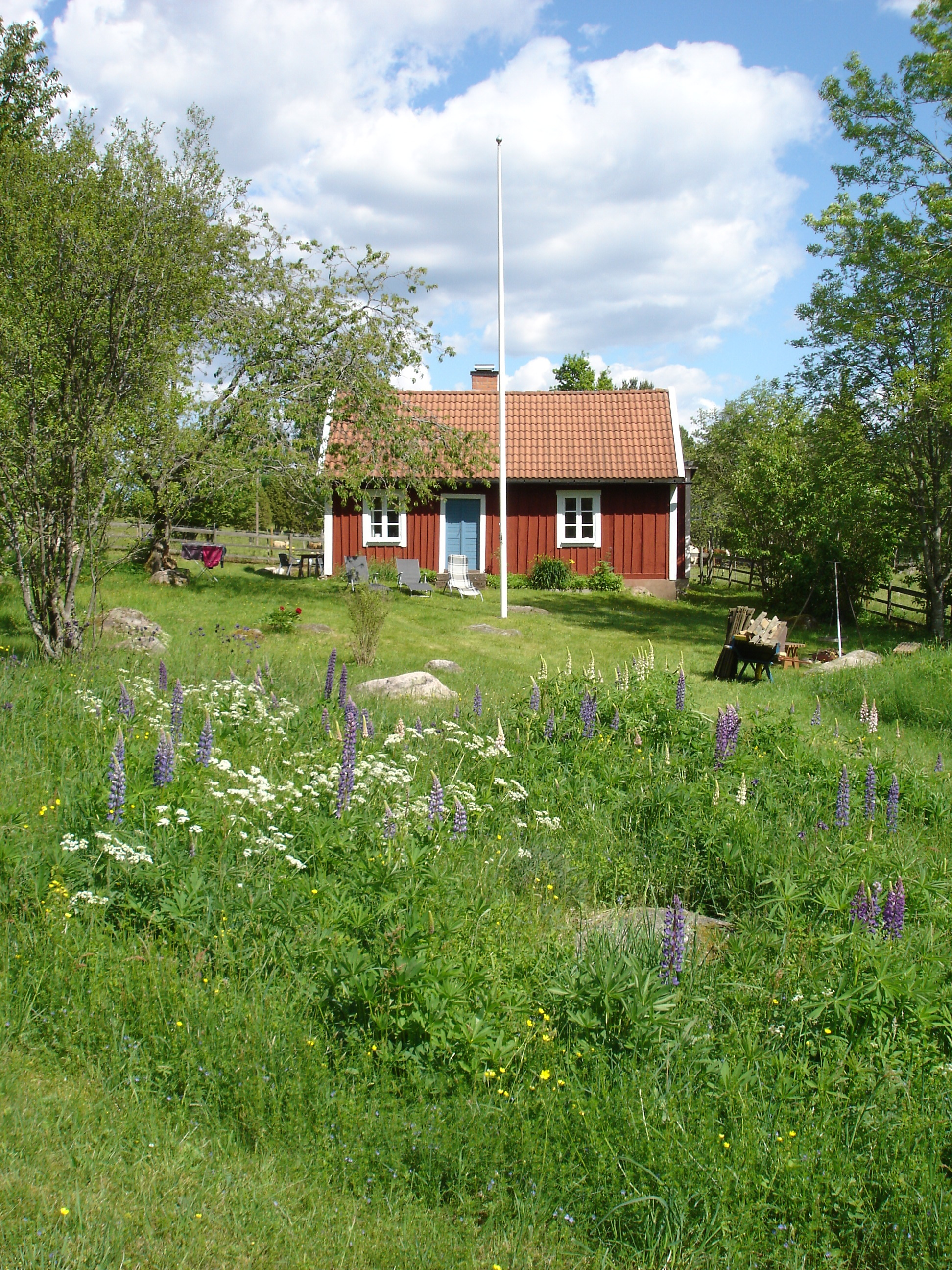
Westansicht des Hauses.

Fallhult Nymåla ist die Ortsbezeichnung einer ehemaligen s.g. Backstuga im Ortsteil Fallhult, welcher zu Hultsfred gehört. Hultsfred liegt in der schwedischen Provinz Kalmar län (historische Provinz Småland).
Das um 1870 neu erbaute Haus an diesem Ort ist bis heute erhalten und wird derzeit als Ferienhaus genutzt.
Im schwedischen wird ein Haus dieser Größe als Stuga bezeichnet, was wörtlich übersetzt Hütte bedeutet.
Das Haus ist als historisches Haus von der Hultsfreds Hembygdsförening unter der Nummer 132 erfasst.

## Backstuga
Ursprünglich war Nymåla eine sogenannte „Backstuga“.
Eine Backstuga bezeichnet in der schwedischen Geschichte eine Behausung der Landlosen in der ländlichen Gemeinde.
Dies waren teils relativ wohlhabende Handwerker, Fronarbeiter, aber manchmal auch alte mittellose Personen. Im Deutschen gibt es den Begriff Häusler als die wohl treffendste Bezeichnung für die Bewohner einer solchen Backstuga.
Backstugas existierten steuerlich nicht und lagen in der Regel etwas abseits auf dem Grund eines anderen Landbesitzers oder auf allgemeinem Grund. Die Bewohner hatten oft ein kleines Stück Land zum Anbau von Kartoffeln zur Verfügung und hatten meist auch ein paar Schweine und Hühner für den Eigenbedarf. Sie lebten aber in der Regel von Handwerk, Lohnarbeit auf Bauernhöfen usw.

## Geschichte
Der Name "Nymåla Backstuga under Fallhult" taucht zum ersten Mal im Geburtenregister von 1803 auf, als am 27. November ein Jonas Petter in Nymåla geboren wurde. Aus den nachfolgenden Jahren gibt es immer wieder Einträge in verschiedenen Registern, in denen Nymåla als Wohnort erwähnt wird.
Man weiß, dass in den Jahren 1804–1808 ein Lars Dahlgren mit seiner Frau Anna Jonsdotter dort lebte und 1810 ihre Tochter Ingeborg dort geboren wurde. Im Jahr 1823 wurde in Nymåla eine Stina Karin, Tochter eines Nils Nilsson und seiner 25-jährigen Frau Wendy Eriksdotter geboren. Die Witwe Lena Johansdotter lebte in Nymåla vermutlich in der Zeit um 1840–1850. Nach HFL (Husförhörslängd) 1847–1853 lebten in Nymåla Nils Gustav Pettersson mit seiner Frau Stina Lisa Persdotter. Sie hatten zwei Kinder. Im HFL von 1860 wiederum ist als Bewohner Nymålas ein Johannes Jonsson mit seiner Frau Maja Lena Persdotter und deren vier Kinder erwähnt.
Danach wurde in Nymåla vom Arbeiter Anders Jonsson das bis heute erhaltene Haus neu erbaut. Dieser lebte dort mit seiner Frau Catharina Jonsdotter und verstarb im Jahr 1868.
Der letzte, der in Nymåla permanent lebte, war der Arbeiter August Hägg, der 1942 verstarb. Das Haus wurde vom Apotheker Gunnar Ehrby aus Hultsfred gekauft, später dann an einen Dritten übertragen, und seither als Sommerhaus genutzt.
Im November 2009 erwarb der deutsche Peter Reuter das Haus als Ferienhaus Nymåla von den damaligen Besitzern Håkan und Magnus Fahleryd. Sie sind die Söhne eines älteren Ehepaars aus Stockholm, die das Haus bis dahin ebenfalls als Sommerhaus nutzten.